# Phyllis Calvert
Phyllis Calvert, född som Phyllis Bickle 18 februari 1915 i London, död 8 oktober 2002 i London, var en brittisk skådespelare.
Calvert stod på scen redan som barn, först som dansare men efter en olycka började hon istället som skådespelare. Hon var en populär stjärna i brittisk film på 1940-talet och medverkade även i en del Hollywoodfilmer.
Bland hennes mest kända filmer märks Mr Kipps (1941), Mannen i grått (1943), Fanny i gasljus (1944) och I morgon börjar livet (1952).